# Ланцо Торинезе
Ланцо Торинезе (итал. Lanzo Torinese) је насеље у Италији у округу Торино, региону Пијемонт.
Према процени из 2011. у насељу је живело 4900 становника. Насеље се налази на надморској висини од 488 м.

## Становништво
| 1936. | 1951. | 1961. | 1971. | 1981. | 1991. | 2001. | 2011. |
| ----- | ----- | ----- | ----- | ----- | ----- | ----- | ----- |
| 4.160 | 4.901 | 4.978 | 5.677 | 5.475 | 5.228 | 5.141 | 5.150 |